# Lídia Tikhomírova
Lídia Tikhomírova (en rus: Лидия Тихомировa) va ser una ciclista soviètica. Va guanyar una medalla de bronze Campionats del món en Persecució de 1962 per darrere de Beryl Burton i Yvonne Reynders.